# Google Chat
Google Chat — коммуникационный сервис, разработанный компанией Google. Изначально он был разработан для рабочих групп и бизнес-среды, но затем стал доступен и для обычных пользователей. Он предоставляет личные сообщения между пользователями, групповые беседы и чат-группы, которые позволяют пользователям не только общаться в чате, но и создавать и назначать задания и обмениваться файлами в одном месте. Доступ к сервису можно получить через собственные веб-сайт и приложение, или через веб-сайт и приложение Gmail.
Впервые сервис был запущен 9 марта 2017 года под названием Hangouts Chat как одно из двух приложений, заменяющих Google Hangouts, вторым же стало Google Meet. 9 апреля 2020 года сервис был переименован в Google Chat. Первоначально служба была доступна только для пользователей Google Workspace, но в феврале 2021 года сервис начал распространяться для потребительских учётных записей в раннем доступе вплоть до того, пока в апреле 2021 года он не стал полностью доступным. В начале 2022 года Google отказался от оригинальной версии Hangouts и заменил её на Google Chat.

## История
Google Chat был запущен 9 марта 2017 года только для клиентов Google Workspace (до октября 2020 года назвывшегося G Suite) под названием Hangouts Chat в качестве замены Google Hangouts. Пользователи всех пакетов G Suite имели идентичные функции, за исключением отсутствия в пакете Basic функции хранения данных Vault.
9 апреля 2020 года сервис был переименован в Google Chat. После этого ребрендинга, а также аналогичного изменения для Hangouts Meet бренд Hangouts был удалён из Google Workspace.

### Миграция с Hangouts
Впервые компания Google объявила о планах закрытия Google Hangouts в октябре 2019 года. Спустя год Google объявила, что Google Chat станет доступен для обычных пользователей в 2021 году, а также то, что все сообщения, контакты и история Hangouts будут перенесены в Google Chat.
Google Chat начал распространяться для потребительских учётных записей в раннем доступе в феврале 2021 года, но при этом Google заявила, что Hangouts останется продуктом потребительского уровня для людей, использующих стандартные учётные записи Google. К апрелю 2021 года Google Chat стал полностью бесплатным в качестве услуги «раннего доступа» для тех пользователей, которые решили использовать его вместо Hangouts.
В августе 2021 года Google начала отключать пользователей Google Hangouts на Android и iOS и стала уведомлять их о переходе на Google Chat.
Google планировала прекратить поддержку Google Hangouts и заменить его на Google Chat в начале 2022 года. В феврале 2022 года Google объявила о планах начать окончательную миграцию всех клиентов Google Workspace с Google Hangouts на Google Chat, завершение которой было запланировано на май 2022 года.

## Функции
Google Chat разделён на два раздела — Chat и Spaces. Раздел «Chat» содержит прямые беседы с другими людьми и групповые беседы. Помимо возможности доступа к Google Chat со своего веб-сайта и приложения, к Google Chat также можно получить доступ через его интеграцию с веб-сайтом и приложением Gmail.
В мае 2022 года Google объявила, что в Google Chat будут отображаться баннеры, предупреждающие пользователей о возможных фишинговых атаках и атаках вредоносных программ, исходящих из личных учётных записей. Эта разработка для Google Chat стала последней попыткой предотвратить фишинг и нарушения безопасности пользователей.

### Spaces
Spaces (первоначально называвшаяся Rooms) — это функция, встроенная в Google Chat для совместной работы на основе тем с общими файлами, задачами и беседами. Она работает вместе с Google Meet для интеграции функций групповой производительности, таких как цепочка сообщений и совместная работа в режиме реального времени, для организации тематических бесед без выхода из Gmail. Эта функция возрождает бренд, который ранее использовала несвязанная одноимённая служба с 2016 по 2017 год, при этом ребрендинг произошёл в рамках расширения аудитории Google Workspace в 2021 году. Чаты в Spaces предназначены для совместной работы над долгосрочными проектами. В отличие от чатов в Spaces, групповые беседы поддерживают только чат и не имеют функций задач или отдельной вкладки для просмотра списка общих файлов. Чаты в Spaces также позволяют пользователям изменять название чата, что невозможно в групповых беседах, и позволяют пользователям получать уведомления только тогда, когда их упоминают. В каждом чате в Spaces есть три вкладки: вкладка чата, вкладка для обмена файлами и вкладка задач для создания и их назначения.
Раздел доступен из Gmail наряду с Google Chat и Google Meet в рамках расширения аудитории Google Workspace до всех пользователей Gmail. После перезапуска, чаты в Spaces позволяли вплоть до 8 000 пользователей сотрудничать над проектами и использовать другие функции Google Workspace, такие как создание документов Google Drive и организация встреч Google Meet из чатов в Spaces, а также интеграция с созданием задач и доступностью календаря. К концу 2022 года предельный размер чата в Spaces увеличился до 25 000 участников. Пространства можно обнаружить в организации, а создатель чата в Spaces по умолчанию является его менеджером с возможностью делегирования статуса менеджера другому пользователю. Переход от Rooms к Spaces также привёл к улучшению функций модерации и безопасности. В феврале 2022 года Google представил новый интерфейс Gmail для Google Workspace, который был разработан для лучшей интеграции раздела Spaces, а также Google Chat и Google Meet. Ожидается, что функциональность чатов в Spaces возрастёт после закрытия Google Currents в 2023 году, а пользовательский контент будет перенесён в раздел Spaces.
Возможности:
- Встроенная последовательность тем
- Поиск в нескольких чат-группах
- Поиск в пределах организации пользователя
- Совместное использование файлов
- Назначение задач[22]
- Просмотр документов и чатов бок-о-бок[31]
- Создание событий в календаре
- Индикаторы присутствия в сети[32]
- Закрепление сообщений[33][34]
- Проведение видеоконференций[35]